# 得撫郡
得撫郡（日语：／ Uruppu gun */?）為日本北海道根室支廳的郡，轄區包函千島群島的得撫島、知理保以島、武魯頓島。1952年因日本簽署舊金山和約後放棄主權而廢除。郡名来源于阿伊努語的「Urup」（虹鳟）。
主要村落包括床丹和見島，在日本統治時期並未實施町村制。

## 沿革
- 1875年11月：日本與俄國簽署庫頁島千島群島交換條約，千島群島成為日本領土，設置得撫郡於千島國。
- 1945年8月：被蘇聯佔領。
- 1952年4月28日：舊金山和約生效，日本放棄北部千島群島領土主權，廢除。